# زكريا الصبار
زكريا الصبار (من مواليد 13 أبريل 1977 ) مغربي ووفقاً لحكومتي الولايات المتحدة وألمانيا، وغيرها من البلدان فإن الصبار عضو في تنظيم القاعدة وأحد منظمي هجمات 11 سبتمبر .
ولد في المغرب، وانتقل إلى ألمانيا في عام 1997، ودرس في كلية التقنية الطبية في هامبورغ ، وفي عام 1998 التقى برمزي بن الشيبة وغيرها من أعضاء خلية هامبورغ. وسرعان ما أصبح أكثر تدينا أثناء وجوده في ألمانيا.
في عام 1999 تدرب في أفغانستان حيث تعلم المهارات القتالية وغير جواز السفر. وقال رمزي بن الشيبة في وقت لاحق أن الصبار تسليم الرسالة من خالد شيخ محمد، يبين فيها تاريخ تنفيذ هجمات 11 سبتمبر ، وعلى الرغم من أمر الاعتقال الألمانية الصادر بعد شهر من الهجمات فلم يُتمكن من اعتقاله ووفقا لتنظيم القاعدة، فقد قتل الصبار في وقت لاحق في أفغانستان.